# Grã-Bretanha nos Jogos Olímpicos de Verão de 1972
O Reino Unido competiu como Grã-Bretanha e Irlanda do Norte nos Jogos Olímpicos de Verão de 1972 em Munique, Alemanha Ocidental (hoje Alemanha). O Reino Unido levou para competir Lorna Johnstone, o atleta britânico mais velho a competir nos Jogos Olímpicos, com 69 anos.